# Útok na Abkajk a Churajs
Útok na Abkajk a Churajs byl dronový útok na ropná zařízení v Saúdské Arábii. Odehrál se v ranních hodinách 14. září 2019. Zasažena byla dvě zařízení na zpracování ropy na ropných polích Abkajk a Churajs na východě země, obě patřící státní společnosti Saudi Aramco. Útok vedl ke snížení těžby ropy o 5 milionů barelů denně (asi polovina produkce Saúdská Arábie, asi 5 % světové produkce), omezena byla i těžba plynu.
K útoku se přihlásila jemenská povstalecká skupina Hútíů, proti nimž probíhá od roku 2015 v Jemenu vojenská intervence  vedená Saúdskou Arábií. Spojené státy americké a následně i Saúdská Arábie však z útoku obvinily Írán, který v rámci občanské války v Jemenu naopak podporuje Hútíe. Podle ministerstva obrany Saúdské Arábie tomu nasvědčují trosky dronů, navíc napadená zařízení leží prý již příliš daleko od území ovládaného Hútii. Írán obvinění odmítl jako nepodložená.